# Moviment Internacional dels Falcons
El Moviment Internacional dels Falcons (MIF) (en anglès: International Falcon Movement) és una organització internacional sense ànim de lucre amb seu en la ciutat de Brussel·les, a Bèlgica, que lluita pels drets dels infants.
El MIF és una organització fraternal de la Internacional Socialista i treballa en estreta col·laboració amb la Unió Internacional de les Joventuts Socialistes i els Joves Socialistes Europeus.
El MIF és un membre de ple dret del Fòrum Europeu de la Joventut, una organització que funciona en el Consell d'Europa i en la Unió Europea, i que col·labora estretament amb tots dos organismes.
El MIF en Amèrica Llatina, és un membre de ple dret del Fòrum Llatinoamericà de la Joventut, i forma part de la Reunió Internacional de Coordinació de les Organitzacions Juvenils, una organització que consisteix en associacions juvenils actives a tot el món, i en plataformes juvenils regionals, que coordinen les seves activitats amb les Nacions Unides i amb les seves agències.